# Saas-Fee
Saas-Fee (do roku 2006 Saas Fee) je obec v okrese Visp v kantonu Valais ve Švýcarsku. Je známým vysokohorským střediskem a spolu s okolními středisky Saas-Balen, Saas-Grund a Saas-Almagell nabízí desítky kilometrů sjezdovek a dalšího sportovního vyžití po celý rok. Žije zde přibližně 1 600 obyvatel.

## Geografie

### Poloha
Saas-Fee se nachází na náhorní plošině údolí Saastal v nadmořské výšce okolo 1800 m n. m., západně od dna údolí a nad sousedními obcemi Saas-Almagell, Saas-Grund a Saas-Balen. Je hlavní obcí čtyř dílčích obcí Saastalu. Obec rámuje masiv Mischabel, který zahrnuje 11 čtyřtisícových vrcholů včetně nejvyššího vrcholu oblasti – Domu (4545 m n. m.), který je nejvyšším vnitrozemským vrcholem Švýcarska, a devět ledovců. Výsledkem je jedinečné panorama, proto se obci začalo říkat také „Perla Alp“. V bezprostřední blízkosti se nacházejí další dva čtyřtisícové vrcholy (Lagginhorn a Weissmies). Údolí Saastal přímo sousedí s Itálií, ale je odděleno horským pásmem. Neexistuje tedy přímé spojení nebo pouze prostřednictvím turistických stezek. 

### Klima
Vzhledem k příznivé poloze údolí Saas je zde slunečno více než v jiných částech Švýcarska. To má často za následek příjemné teploty v zimě. V noci se může výrazně ochladit, vysoké hory však chrání údolí před změnami počasí. I v létě se průměrné teploty v Saas-Fee pohybují pouze kolem 8 °C. Průměrný roční úhrn srážek se pohybuje kolem 189 mm za měsíc.

### Vodstvo
Potok Feevispa (známý také jako Feeru Vispa) pramení ve výšce asi 2725 m n. m. a na východním okraji obce vytváří hluboce zaříznutou rokli, než se na dně údolí u Saas-Grundu vlévá do Saaser Vispy.

### Vrcholy

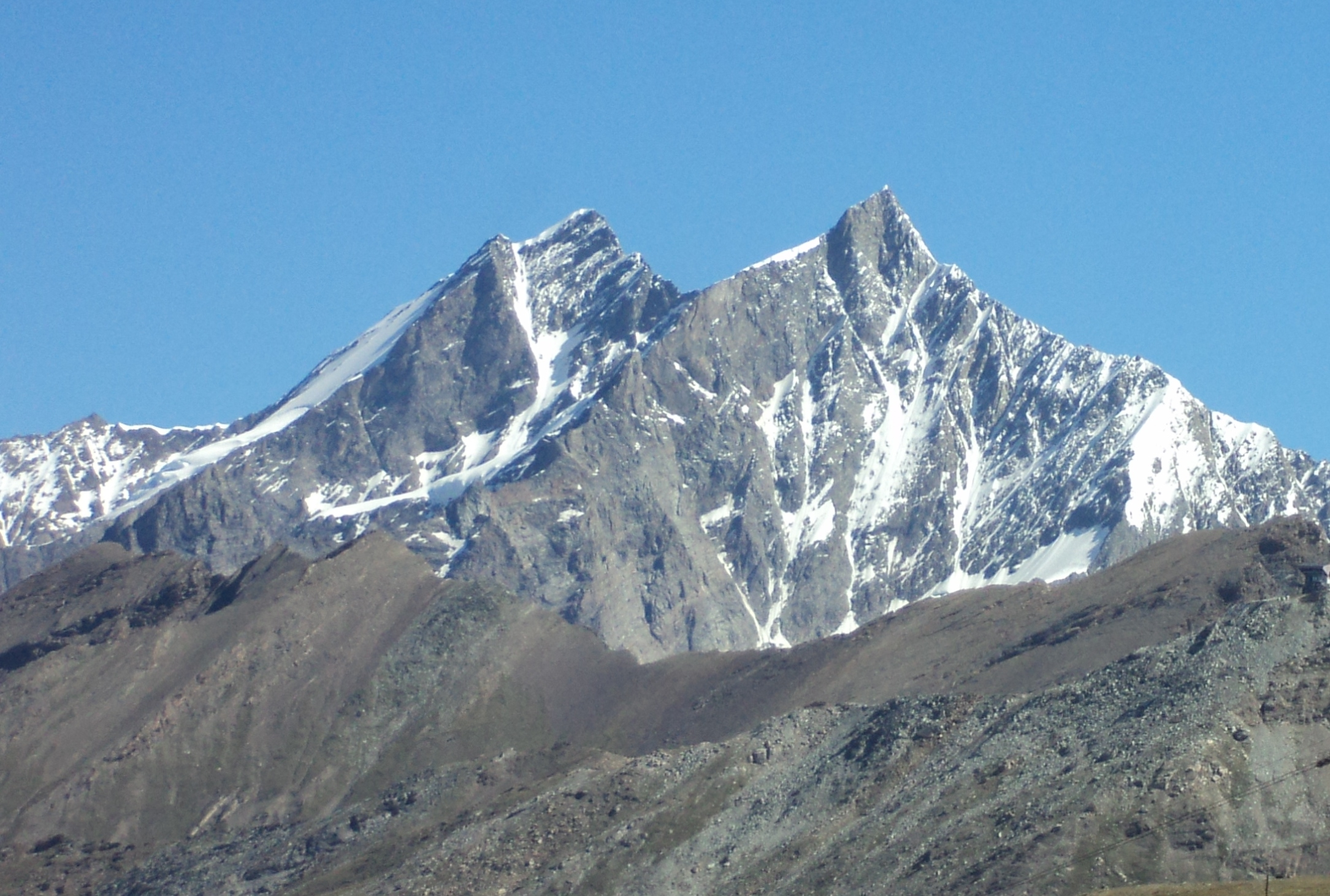
Dom a Täschhorn

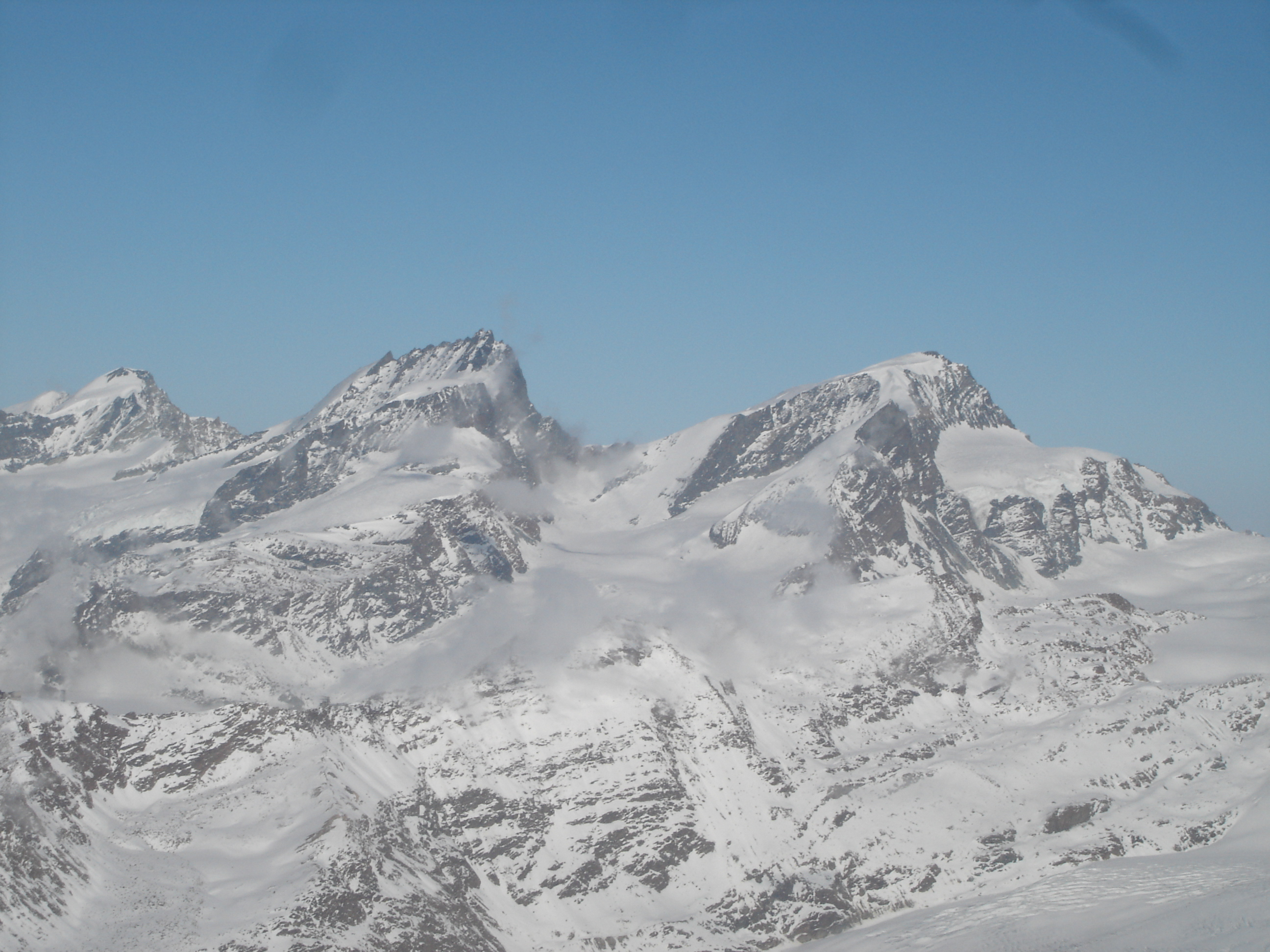
Allalinhorn, Rimpfischhorn a Strahlhorn

V okolí Saas-Fee se nachází 13 z 74 švýcarských vrcholů s výškou přes 4000 m n. m.:
- 4545 m n. m. – Dom
- 4490 m n. m. – Täschhorn
- 4327 m n. m. – Nadelhorn
- 4294 m n. m. – Südlenz
- 4242 m n. m. – Stecknadelhorn
- 4219 m n. m. – Hohberghorn
- 4206 m n. m. – Alphubel
- 4198 m n. m. – Rimpfischhorn
- 4190 m n. m. – Strahlhorn
- 4034 m n. m. – Dürrenhorn
- 4027 m n. m. – Allalinhorn
- 4023 m n. m. – Weissmies
- 4010 m n. m. – Lagginhorn
- 3996 m n. m. – Fletschhorn
- 3925 m n. m. – Ulrichshorn
- 3888 m n. m. – Feechopf
- 3795 m n. m. – Balfrin
- 3653 m n. m. – Portjengrat
- 3487 m n. m. – Sonnighorn
- 3198 m n. m. – Latelhorn

## Historie

Letecký pohled (1964)

Osídlení údolí Saastal sahá až do doby železné, do doby Keltů, ale teprve za římského císaře Augusta bylo Valais spojeno s Itálií, byla založena města a obchodovalo se přes Alpy, Monte Moro a průsmyk Antrona.
První zmínka o údolí Saastal pochází z roku 1256. V roce 1298 je doložena první kaple v Saas-Grundu. V téže době začalo tzv. walserské stěhování; mnoho lidí ze Saasu opustilo svou domovinu kvůli nedostatku obživy a vyhlídce na větší svobodu. Přesunuli se přes průsmyky do Itálie a usadili se na členitých vyvýšených místech ve walserských osadách Macugnaga a Antronapiana. V roce 1392 vznikly z doposud unitární obce Saas obce Saas-Fee, Saas-Grund, Saas-Balen a Saas-Almagell. V roce 1535 byla v Saas-Fee postavena první kaple a v roce 1871 zde byl otevřen první poštovní úřad.

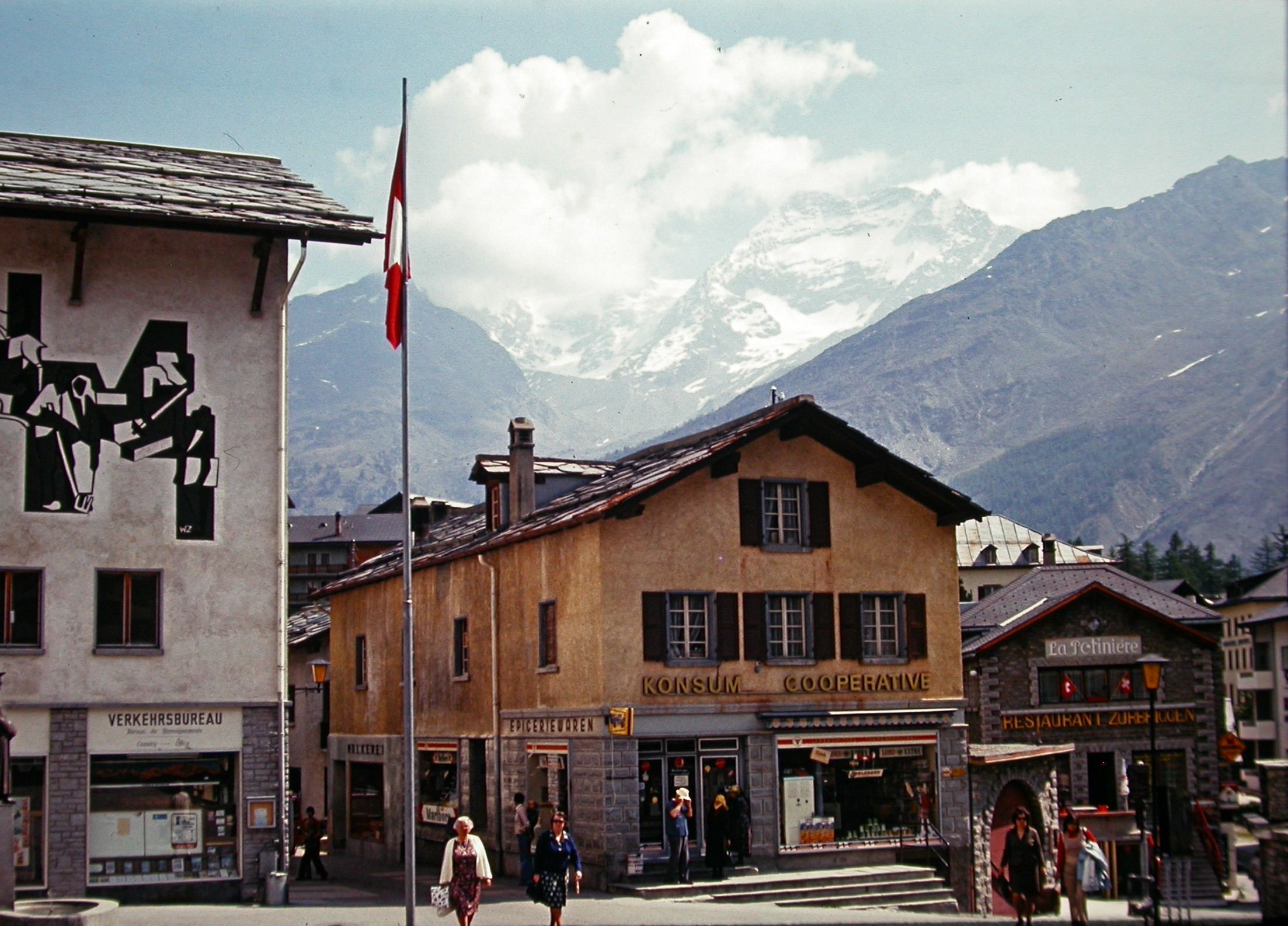
Saas-Fee (1974)

Údolí Saastal znovu a znovu zastiňovaly bouře, povodně, nemoci a války (včetně Napoleona). Přesto obyvatelé dokázali i za těch nejnepříznivějších okolností pokračovat ve svých tradicích. V roce 1893 byl postaven nový farní kostel. Na počátku 19. století přijíždělo do Saaského údolí stále více návštěvníků a cestovní ruch se stal stálým zdrojem příjmů. První malý hostinec byl v Saas-Grundu otevřen v roce 1833, v roce 1856 následoval první hotel. Vznikla turistická infrastruktura, která se orientovala především na potřeby horolezců. Vznikaly kovárny specializující se na výrobu cepínů pro horolezce, lidé se nabízeli jako průvodci při výstupech na čtyřtisícové vrcholy nebo jako přírodovědní průvodci. V roce 1923 bylo Saas-Fee napojeno na elektrickou síť a v roce 1930 také na vodovodní síť.
V polovině 19. století byly zdolány téměř všechny čtyřtisícové vrcholy a v roce 1849 zahájil kněz Johann Josef Imseng první pokusy o lyžování na vlastnoručně vyrobených prknech. Na počátku 20. století byly založeny první lyžařské kluby. Silnice pro auta mezi Saas-Grundem a Saas-Fee byla otevřena v roce 1951; předtím se hosté a jejich zavazadla dopravovali do ledovcové vesnice na mulách. V roce 1963 zde byl postaven římskokatolický kostel Nejsvětějšího srdce Páně. V témže roce bylo zahájeno první poštovní autobusové spojení do Saas-Fee.
Přes všechny vlivy se dosud zachovalo mnoho zvyků hluboce zakořeněných v historii Saastalu. Patří mezi ně domácí tradiční kroje, které se nosí při různých příležitostech, stejně jako pěstování tradiční hudby a slavnosti. I dnes existuje mnoho tradičních krojových a hudebních spolků, které vystupují na slavnostech a procesích.

## Obyvatelstvo
| Rok            | 1850 | 1900 | 1950 | 2000 | 2010 | 2012 | 2014 | 2016 | 2018 | 2020 |
| Počet obyvatel | 233  | 280  | 504  | 1454 | 1758 | 1710 | 1632 | 1636 | 1564 | 1559 |

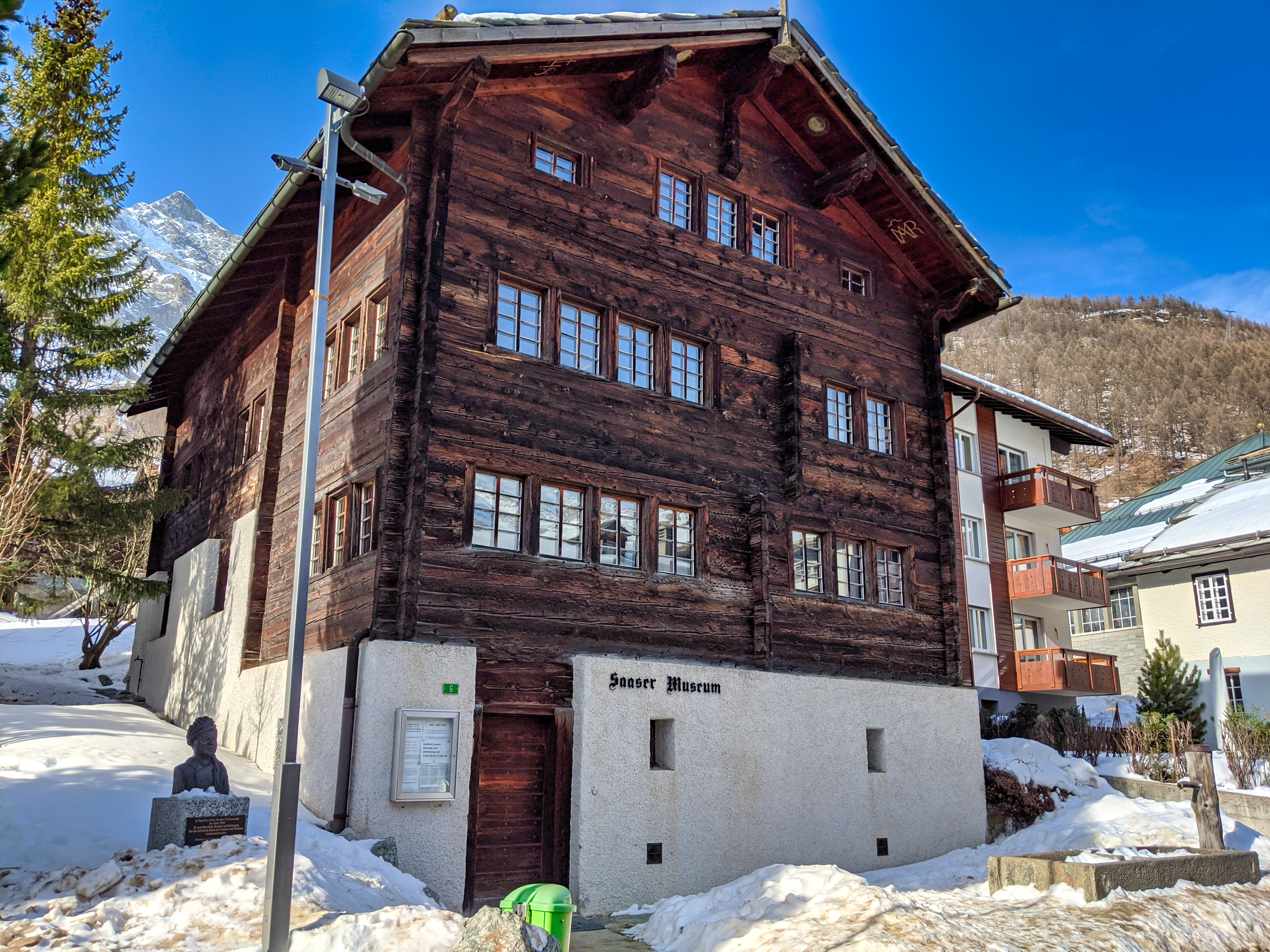
Saaser Museum

Obyvatelé údolí Saastal mluví německy. Specifickému dialektu se také říká Wal(li)serdeutsch. Dialekt je pro mluvčí standardní němčiny částečně obtížně srozumitelný, protože má vlastní gramatiku a slova.

## Doprava

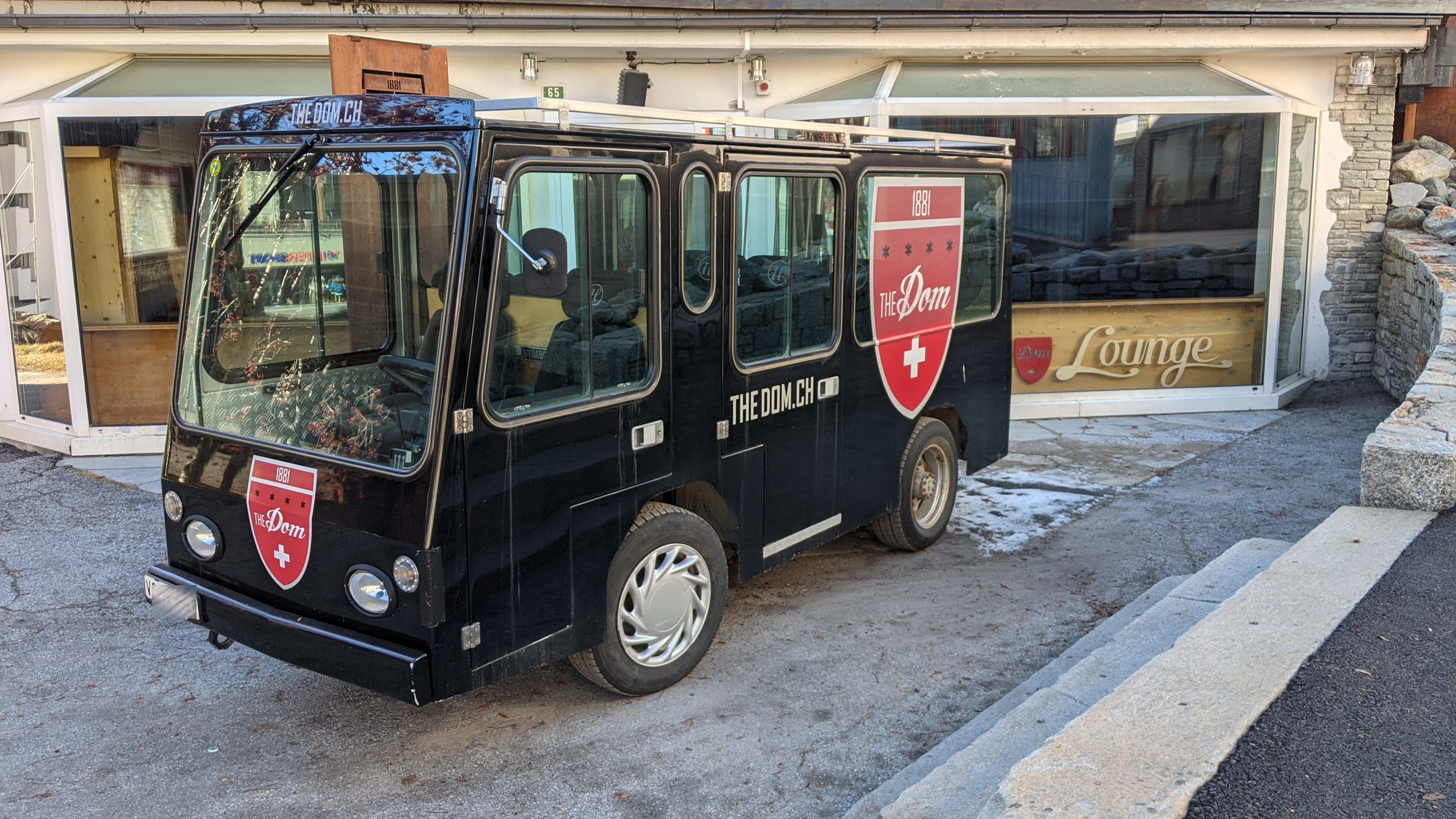
Elektromobil v Saas-Fee

Silnice do Saas-Fee byla otevřena v roce 1951. Stejně, jako nedaleký Zermatt, je Saas-Fee obcí bez aut, proto musí být vozidla, včetně vozidel hostů, kteří zde přenocují, zaparkována za poplatek u vjezdu do obce. Do obce je povolen vjezd pouze elektrickým vozidlům, s výjimkou lékaře, hasičů, svozu odpadu a dalších vozidel dopravní obsluhy. Přesto se Saas-Fee potýká s dopravními problémy, neboť silný provoz elektromobilů v době dopravní špičky (např. v zimní sezóně po uzavření sjezdovek) narušuje pěší provoz, který zaplňuje úzké ulice.
Saas-Fee je spojeno s Vispem a Brigem poštovní autobusovou linkou.
V 19. století se plánovala výstavba železniční tratě do Saas-Fee, ale obyvatelé Saasu nebyli ochotni prodat příslušné pozemky a místo toho[zdroj?] byla postavena železnice do Zermattu (dnešní Matterhorn Gotthard Bahn).
Stanice lanové dráhy Felskinn je také výchozím bodem pro Metro Alpin, které je označováno jako nejvýše položená podzemní dráha na světě, ačkoli podle klasické definice se ve skutečnosti o podzemní dráhu nejedná.

## Cestovní ruch

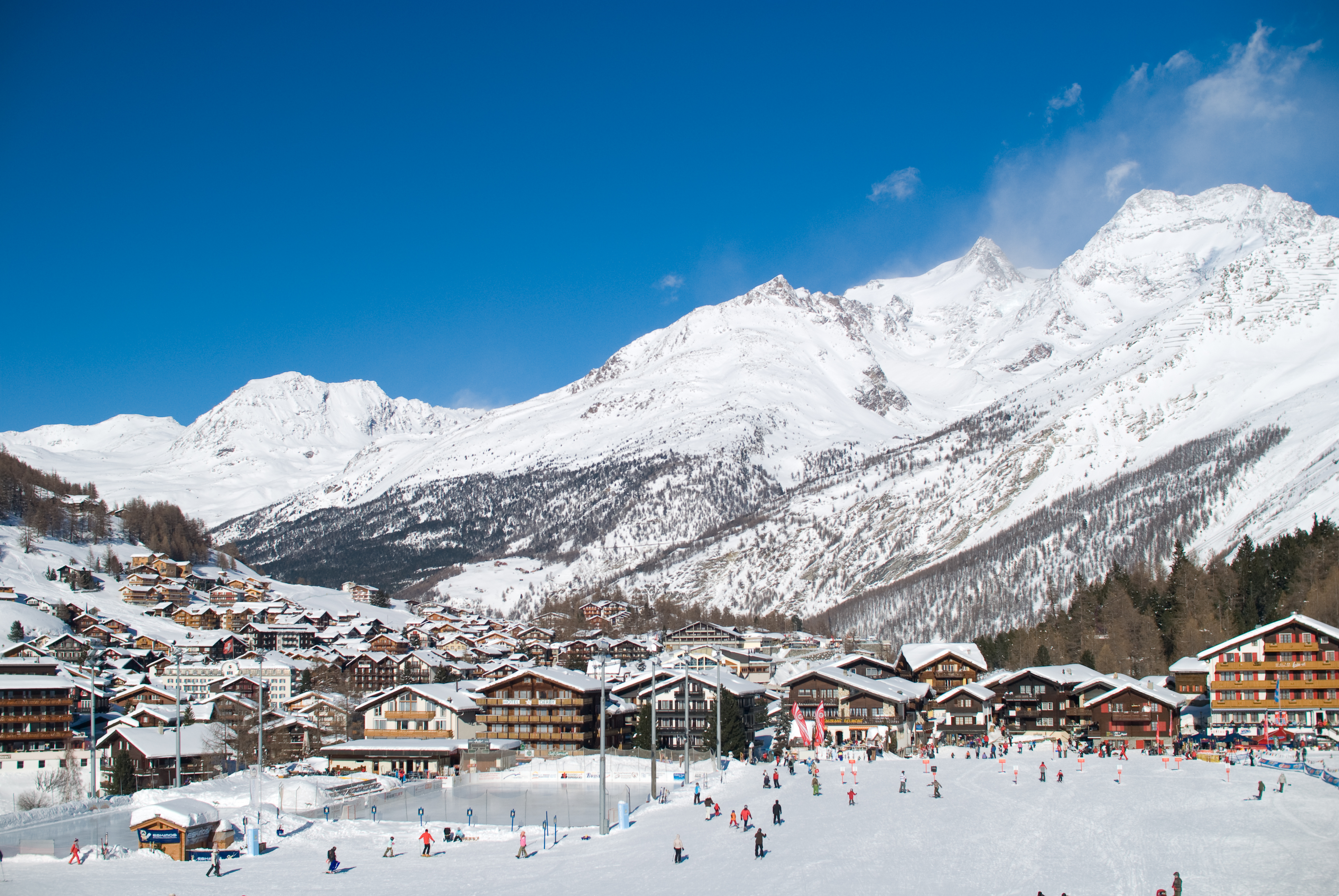
Saas-Fee v zimě

Saas-Fee je známé jako lyžařské středisko švýcarských Alp a také jako středisko turistického ruchu v letních měsících. První hotel byl postaven v roce 1881 a dostal jméno Dom po dominantě údolí Saastal. Během 20. století se ze zapadlé horské vísky stalo jedním z nejproslulejších alpských středisek. Spolu s dalšími třemi středisky Saas-Balen, Saas-Grund a Saas-Almagell nabízí 145 km sjezdovek, které začínají ve výšce 3600 m n. m.

## Osobnosti
- Carl Zuckmayer (1896–1977), spisovatel, v obci prožil část života
- Matthias Zurbriggen (1856–1917), horolezec a horský vůdce